# U.S. Route 730
La U.S. Route 730 (US 730) est une US Route auxiliaire de la US 30 parcourant 41,78 miles (67,24 km) entre la région de Boardman, Oregon et celle de Wallula, Washington.

## Description du tracé

### Oregon
La US 730 débute à un échangeur avec l'I-84 / US 30 près de Boardman. Elle se dirige vers le nord-est en longeant le fleuve Columbia. Elle passe par Irrigon et Umatilla, où elle rencontre l'I-82 / US 395. La US 395 / US 730 forment un court multiplex dans la ville avant qu'elles ne se séparent. La US 730 poursuit son trajet vers l'est et le nord-est en longeant le fleuve. Au nord-est d'Umatilla et de Hermiston, la route atteint la frontière de l'État de Washington.

### Washington
La US 730 entre dans l'état au sud-est de Kennewick, dans la région de Tri-Cities. Au sud de Wallula, elle rencontre la US 12 et prend fin.

## Intersections majeures
Oregon
 I-84 / US 30 près de Boardman
 I-82 / US 395 à Umatilla. La US 395 / US 730 forment un multiplex dans la ville.
Washington
 US 12 près de Wallula